# Аеродром Варна
Међународни аеродром Варна (IATA: VAR, ICAO: LBWN) (буг. Летище Варна) је аеродром која обслужује Варна, Бугарска. Аеродром Варна је трећи по величини аеродром у Бугарској. Налази се 10 километара од центра Варне у близини града Аксаково. Аеродром опслужује Варну, Златне Пјаске и североисточну Бугарску. Најпрометнија сезона за аеродром је од краја маја до почетка октобра.

## Историја
Обављање ванредних летова између Варне и Софије је трајало од 1919. до 1920. године, и обухватало је теретни и поштански саобраћај. Први редовни поласци са градских аеродрома на линији Софија - Варна су реализовани 1947. Тада је аеродром Варна преименован у Аеродром Тихина; био је смештен западно од данашњег Аспаруховог моста. Због пораста промета, донета је одлука да се изгради нови аеродром неколико километара западно од града Аксаково. Изградња је трајала годинама, па је нови терминал пуштен у промет 1972, а нова писта 1974.

## Авио-компаније и дестинације
Следеће авио-компаније обављају редовне и чартер летове на аеродрому Варна:
| Airlines                  | Destinations |
| ------------------------- | --- |
| Air Serbia                | Seasonal: Belgrade |
| Austrian Airlines         | Vienna |
| Bulgaria Air              | Sofia Seasonal: Frankfurt, Paris–Charles de Gaulle, Prague                                                                          |
| Discover Airlines         | Seasonal: Frankfurt, Munich |
| Edelweiss Air             | Seasonal: Zürich |
| Electra Airways           | Seasonal: Cologne/Bonn (begins 17 May 2025), Stuttgart (begins 16 May 2025)                                                         |
| Enter Air                 | Seasonal charter: Gdańsk, Katowice, Warsaw–Chopin, Wrocław                                                                          |
| Eurowings                 | Seasonal: Cologne/Bonn, Düsseldorf, Hamburg, Stuttgart                                                                              |
| Fly Lili                  | Seasonal charter: Hannover |
| Freebird Airlines Europe  | Seasonal charter: Leipzig/Halle |
| Israir                    | Tel Aviv |
| LOT Polish Airlines       | Seasonal charter: Katowice, Warsaw-Chopin, Wrocław                                                                                  |
| Luxair                    | Seasonal: Luxembourg |
| Norwegian Air Shuttle     | Seasonal: Oslo |
| Ryanair                   | Seasonal: Katowice, Kraków, Vienna                                                                                                  |
| SAS Scandinavian Airlines | Seasonal: Copenhagen (begins 26 June 2025)                                                                                          |
| Smartwings                | Seasonal: Brno, Ostrava, Prague Seasonal charter: Karlovy Vary                                                                      |
| Sunclass Airlines         | Seasonal charter: Bergen, Copenhagen, Helsinki, Oslo, Stavanger, Stockholm–Arlanda, Trondheim                                       |
| Sundair                   | Seasonal: Berlin, Bremen, Dresden                                                                                                   |
| Transavia                 | Seasonal: Paris–Orly |
| TUI fly Belgium           | Seasonal: Brussels |
| TUI fly Deutschland       | Seasonal: Hannover |
| Turkish Airlines          | Istanbul |
| Volotea                   | Seasonal: Lille, Nantes |
| Wizz Air                  | Abu Dhabi, Berlin, Charleroi, Eindhoven, Hahn, Hamburg, Leipzig/Halle, London–Gatwick, London–Luton, Memmingen, Nuremberg, Tel Aviv |